# 太阳河乡 (金川县)
太阳河乡，是中华人民共和国四川省阿坝藏族羌族自治州金川县曾经下辖的一个乡。2019年12月，撤销太阳河乡，将其所属行政区域划归观音桥镇管辖。

## 行政区划
太阳河乡撤销前下辖以下地区：
松都村和麦地沟村。